# Canisteo (ville, New York)
Ne doit pas être confondu avec Canisteo (village, New York).
Canisteo est une ville du comté de Steuben, dans l'État de New York, aux États-Unis,. En 2010, elle comptait une population de 3 391 habitants.

## Démographie
Lors du recensement de 2010, la ville comptait une population de 3 391 habitants, tandis qu'en 2016, elle est estimée à 3 268 habitants.